# صدر الدين الشيرازي
ملا صدرا محمد بن إبراهيم القوامي الشيرازي. (980هـ-1050هـ / 1572م-1640م) هو صدر الدين الشيرازي والمعروف بصدر المتألهين حكيم وفيلسوف مسلم شيعي إثنى عشري ولد أواخر القرن العاشر الهجري في شيراز، وهو مؤسس مدرسة الحكمة المتعالية بنظريته الأساسية أصالة الوجود وإعتبارية الماهية.
هو خاتمة حكماء الشيعة جمع بين فرعي المعرفة النظري والعملي. ينسب إليه نهج الجمع بين الفلسفة والعرفان والذي يسمى بالحكمة المتعالية. كان طرحه متطورا جدا وفاق حدود عصره مما صعب على معاصريه أن يقبلوه فلاقى من معاصريه صنوف المضايقات بسبب ذلك فكُفِّر ورمي بأبشع التهم حتى طرد من بلدته، فما كان منه إلا أن هجر القوم إلى القرى النائية منقطعا إلى الرياضة الروحية حتى تجلت له العلوم الباطنية فعاد على البشرية بحكمته المتعالية. يعرف أيضا بـ صدر المتألهين.

## نبذة عن حياته
ولد هذا الرمز في 9 جمادى الأولى 980 هـ في عائلة ثرية حيث كان والده وزيرا وكان هو الوريث الوحيد له مما خوله أن يستفيد من هذه الثروة ليصرفها على طلب العلم وهذا سبب ثرائه العلمي فكان مطلعا على أغلب فنون عصره.
درس في حوزة أصفهان عاصمة الدولة آنذاك حتى حضر درس فقيه عصره الشيخ البهائي والذي حثه على حضور درس المير داماد في الحكمة وكان هذا الأخير ممن قدم نظريات وإنجازات غير مسبوقة في الحكمة مما كان له أكبر الأثر بصقل عقلية مترجمنا

## أساتذته
1. الشيخ محمّد بن حسين الحارثي، المعروف بـالشيخ البهائي.
2. السيّد محمد باقر الحسيني، المعروف بالمحقق الداماد.
3. السيّد أبو القاسم، المعروف بالمير فندرسكي.

## تلامذته
1. الشيخ محمّد محسن، المعروف بالفيض الكاشاني.
2. الشيخ عبد الرزاق اللاهيجي.
3. حسين بن إبراهيم التنكابني.
4. الملا عبد الرشيد.

## أقوال العلماء فيه
- السيّد محمّد باقر الخونساري في روضات الجنّات:- ( كان فائقاً على من تقدّمه من الحكماء الباذخين، والعلماء الراسخين إلى زمن مولانا نصير الدين الطوسي، منقّحاً أساس الإشراق والمشّاء بما لا مزيد عليه).
- قال الشيخ محمّد رضا المظفّر:- ( بالغ في تصوير آرائه باختلاف العبارات والتكرار، حسبما أوتي من مقدرة بيانية، وحسبما يسعه موضوعه من أدائه بالألفاظ، وهو كاتب موهوب لعلّه لم نعهد له نظيراً في عصره وفي غير عصره من أمثاله من الحكماء، وإذا كان أُستاذه الجليل السيّد الداماد يسمى أمير البيان، فإنّ تلميذه ناف عليه وكان أكثر منه براعة وتمكّناً من البيان السهل).[9]
- قال الشيخ محمّد حسين الأصفهاني:- لو أعلم أحداً يفهم أسرار كتاب الأسفار لشددت إليه الرحال للتَّلمذة عليه وإن كان في أقصى الديار.

## مؤلفاته
- الحكمة المتعالية في الأسفار الأربعة العقلية:

يعتبر هذا الكتاب من أهم كتب »الشيرازي«، حيث عرض فيه فلسفته، وقد قسمه إلى أربعة أسفار:
1. السفر من الخلق إلى الحق.
2. السفر بالحق في الحق.
3. يقابل الأول لأنه من الحق إلى الخلق بالحق.
4. يقابل الثاني من وجه لأنه بالحق في الخلق.

يقع هذا الكتاب في طبعته الحديثة الصادرة عن دار التراث العربي عام 1982ميلادية بتسعة مجلدات، وهذه النسخة مصورة عن نسخة إيرانية قام بتحقيقها ونشرها العلامة السيد محمد حسين الطباطبائي، هذا وكانت الطبعة الأولى قد صدرت عام 1282ه.ق، وقد وضع على هامش هذه النسخة تعليقات الملا هادي السبزواري، وآقا محمد بيد آبادي وآخوند نوري وملا إسماعيل الأصفهاني وآقا محمد رضا قمشه ئي، وملا عبد الله زنوزى.
ولهذا الكتاب نسخة أخرى قام بتحقيقها ووضع هوامش لها آية الله حسن زادة الآملي، صدرت عام 1414ه.ق عن مؤسسة الطباعة والنشر في وزارة الثقافة والإرشاد الإسلامي في طهران.
- الشواهد الربوبية في المناهج السلوكية:

يلي الأسفار من حيث الأهمية، وقد أورد فيها المعلومات نفسها التي وردت في الأسفار دون أن يناقش نظريات الآخرين من الفلاسفة. ويقول عن سبب تأليفه: »هي لعمري أنوار ملكوتية تتلألأ في سماء القُدُس والولاية، وأيدي تقرع باب النبوة. وقد أودعنا بعضاً من هذه المسائل في مواضع متفرقة من الكتب والرسائل وكثيراً منها مما لم يمكنن أن أنصّ عليها خوفاً من الاشتهار، وحيفاً عليها من الانتشار في الأقطار لقصور الطبائع غير المهذبة عن دركها من الكتابة أو المقال قبل تهذيبها بنور الأحوال وذلك لما يوجب الضلال والإضلال. لما ورد على آمر قلبي ووقعت إلى إشارة مشير غيب بإظهار طائفة منها لحكمة خفية وبث جملة منها مع أشعار ببراهينها الجلية من غير تطويل في دفع النقوض والأسئلة فامتثلت سمعاً وطاعة والمأمور معذور«).
يشتمل الكتاب على خمسة مشاهد، لكل مشهد عدة شواهد، وكل شاهد يشتمل على اشراقات ملكوتية نزلت عليه من مقام أم الكتاب، ولهذا الكتاب طبعة حديثة ظهرت في جامعة مشهد، تحتوي على مقدمة لجلال الدين الآشتياني، وطبع هذا الكتاب في لبنان من قِبَل مؤسسة التاريخ العربي مع تعليقات السيد هادي السبزواري.
- المبدأ والمعاد:

وهو الكتاب الثاني من حيث الحجم، ويشتمل الكتاب على الإلهيات والطبيعيات، ودرس في كيفية تكوين وظهور النفس الناطقة ومقاماتها ونهاياتها، وكذلك يحتوي على مباحث النبوات والمنامات، ويلاحظ القارئ النزعة الإشراقية واضحة في هذا الكتاب، ويقول سيد حسين نصر في مقدمته للكتاب: »كان ملا صدرا متعمداً في إطلاقه هذا العنوان على أثر ضخم كهذا ليثبت توجهه إلى السابقة التاريخية لمبحث المبدأ والمعاد. واستفاد من العنوان الذي كرره مراراً حتى يجعل القارئ يدرك مدى علاقة أفكاره ببنية الفكر الإسلامي الغنية، وذلك، دون التقيد بما ورد لدى غيره من الفلاسفة المشائين.
إذن ليس »المبدأ والمعاد« لملا صدرا مبحث من الفلسفة المشائية بل مواضيع من الحكمة المتعالية مع التركيز على المسائل التي ترتبط بالحشر والمعاد«ويعلّق د.نصر على موضوع الكتاب: »مع أن الفلاسفة المشائين مثل الفارابي وابن سينا لهما الفضل الكبير في تطوير فلسفة أرسطو وتغيير بعض أسسها، فانهم لم يستدلوا على حقائق المعاد كما ورد في القرآن والحديث«
- رسالة المشاعر:

تدور هذه الرسالة حول مسألة أصالة الوجود واعتبارية الماهية، وتحتوي الرسالة ثمانية مشاعر في شرح الوجود والماهية وكيفية تحققهما. ولهذا الكتاب ثلاث طبعات، الأولى حجرية تعود إلى العام 1861م، والثانية مع شرح محمد بن جعفر اللاهيجاني طبع في سنة 1962م في طهران، وطبعة ثالثة حققها وقدم لها وترجمها إلى الفرنسية المستشرق الفرنسي هنري كوربان) (1ونشر هذا الكتاب أخيراً في بيروت من قِبل مؤسسة التاريخ العربي عام 1999م.
- الحكمة العرشية:

يستعرض الشيرازي في هذا الكتاب نظرة جديدة لانقطاع العذاب عن أهل النار، آخذاً هذه النظرية عن ابن عربي، ويتألف الكتاب من مشرقين، المشرق الأول في بيان معرفة الله وصفاته وأسمائه وآياته، والمشرق الثاني في المعاد ورجوع الخلائق إلى الله. طُبع هذا الكتاب اربع مرات، الأولى حجرية عام 1896م، والثانية حديثة احتوت تعليقات ملا إسماعيل الأصفهاني، والطبعة الثالثة لبنانية، نشرتها مؤسسة التاريخ العربي اعتماداً على الطبعة الإيرانية في بيروت عام 1999م.
ونُشر أخيراً من دار المعارف الحكمية بتحقيق عبد الجواد الحسيني عام 2016م.
- المظاهر الإلهية في أسرار العلوم الكمالية:

ناقش الشيرازي فيه المعارف الإلهية، وجعله في ستة مقاصد ثلاثة منها بمثابة الأصل وثلاثة أخرى بمنزلة الفروع واللواحق، ولهذا الكتاب طبعات متعددة منها واحدة حجرية تعود إلى العام 1897م، والثانية قدَّم لها وحققها جلال الدين الأشتياني في طهران، طُبعت للمرة الأولى في طهران عام 1961م، هذا وقد قام السيد محمد خامنئي بإعادة تحقيق الكتاب ونُشر عن طريق وزارة الثقافة والإرشاد الإسلامي في طهران عام 1378ه.ق.
- مفاتيح الغيب:

ألَّف الشيرازي هذا الكتاب عندما اكتملت فلسفته، وهو كبير الحجم، مرتَّب على عشرين مفتاحاً كل مفتاح له فواتح، ويمتاز هذا الكتاب بكونه: »من طراز الكتب الجوامع، إذ مزج فيه الفلسفة بالعرفان ومزجهما بالكتاب والحديث مزجاً أنيقاً، ودمج فيه العناصر المتقابلة في ظاهر الإفهام وفي الطريقة الماضية لمكاتب الفلسفة والعرفان والكلام والتفسير والشرح«) (5لهذا الكتاب طبعة حجرية قديمة، هذا وقد قامت مؤسسة التاريخ العربي بإعادة طبعه عام 1999م مع تعليقات للمولى علي النوري مع مقدمة صاغها محمد خواجوي.
- كسر أصنام الجاهلية:

كتاب صغير الحجم، انتقد فيه الشيرازي المتصوفة وآراءهم، وذلك بغية تفريقهم عن العرفانيين، وقد طُبع هذا الكتاب في جامعة طهران عام 1961م.
- رسالة في حدوث العالم:

تشتمل هذه الرسالة على مبحث الحركة وقسم من الجوهر والأعراض والتي فصلها فيما بعد في »الأسفار«، وفيها أيضاً أثبت حدوث العالم المادي، وجسمانية النفس، وهذه الرسالة كان كتبها قبل فترة العزلة، وقد أورد بعض الأمثلة منها في الأسفار. صدرت هذه الرسالة في طهران عن وزارة الثقافة والإرشاد الإسلامي عام 1378ه.ش بتصحيح وتحقيق الدكتور سيد حسين موسويان.
- رسالة طرح الكونين:

يطرح فيها الشيرازي مسألة الحشر، ويتحدث عن كيفية حشر جميع الكائنات، ويفترض فيه أيضاً حشر الماديات، طبعت هذه الرسالة على هامش المبدأ والمعاد عام 1897م وكشف الفوائد عام 1898م ومع مجموعة من رسائله عام 1885م.
- رسالة في اتصاف الماهية بالوجود:

يرد فيها على القائلين بثانوية الوجود والماهية، ويبرز فيها رأيه في أصالة الوجود، ويبحث عمَّا أشكل في اتصاف الماهية بالوجود، طبعت هذه الرسالة مع مجموعة رسائله في طهران عام 1885م.
- رسالة خلق الأعمال:

وهي من الرسائل التي كتبها قبل العزلة، وفيها يتبنى موقفاً مماثلاً للسهروردي والدُّواني، والقائل بأصالة الماهية، وقد ورد ذكرها في »الأسفار« دون تسميتها، وذلك حين قال: »وإني قد كنت شديد الذب عنهم في اعتبارية الوجود وتأصل الماهيات حتى أن هداني ربي وانكشف لي انكشافاً بيّناً أن الأمر بعكس ذلك«).(2طُبعت هذه الرسالة مع مجموعة من الرسائل عام 1885م، وأعيد نشرها ضمن مجموعة من الرسائل حققها وقدم لها حامد ناجي أصفهاني في طهران عام 1375ه.ش عن دار انتشار حكمت.
- رسالة في القضاء والقدر:

تبحث هذه الرسالة في كيفية وجود العوالم الغيبية، ودخول الشر في القضاء الإلهي، طُبعت هذه الرسالة ضمن رسائله المطبوعة عام 1885م.
- رسالة في التشخيص:

وفيها يعالج الشيرازي موضوع التشخص وتعيين ما به يمتاز شخص من أفراد نوع عن غيره، وهذه الرسالة قصيرة، طبعت ضمن الرسائل الفلسفية عام 1885م.
- رسالة في التصور والتصديق:

ناقشت هذه الرسالة آراء قطب الدين الشيرازي التي تحمل العنوان نفسه، طُبعت هذه الرسالة في نهاية »الجوهر النضيد في شرح منطق التجريد« للعلامة الحلي عام 1897م، وقامت زينب شوربا بتحقيق هذه الرسالة ضمن بحث لنيل درجة الماجستير في الفلسفة من الجامعة اللبنانية كلية الآداب الفرع الأول.
- رسالة الواردات القلبية في معرفة الربوبية:

وفيها شنَّ الشيرازي حملة عنيفة على بعض رجال الدين الخاضعين للسل‌طان، والذين يعملون من أجل تبرير أحكامه، طبعت ه‌ذه الرس‌ال‌ة ضم‌ن مجموع‌ة رسائل‌ه الفلسفي‌ة عام 1885م. كما قام بتحقيقها عام 1399ه.ق أحمد شفيعيها، وصدرت عن مؤسسة مطالعات وتحقيقات فرهنكي.
- رسالة في اتحاد العاقل والمعقول:

ويعالج الشيرازي في هذه الرسالة مفهوم اتحاد العلم والعالم والمعلوم، وقد قام حامد ناجي الأصفهاني بنشرها في مجموعة الرسائل التي قام بتحقيقها.
- المزاج:

لم يورد الطهراني هذا الكتاب، ولكن نيستاني يؤكد نسبتها له، ويورد أن لهذه الرسالة نسخة بقلم الشيرازي موجودة في مكتبة طوس تحت رقم 134:4ومضمون هذه الرسالة متشابه مع ما ورد في »الأسفار« عن الجوهر والأعراض، هذا مع العلم أن الدكتور جعفر آل ياسين يشك في نسبتها له، حقق أصفهاني هذه الرسالة ضمن الرسائل الفلسفية الصادرة عن دار انتشار حكمت.
- رسالة في المعاد الجسماني:

لم يرد اسم هذه الرسالة في الذريعة، إلاَّ أن نيستاني يورد أن لهذه الرسالة نسخة خطية في مكتبة آستان القدس تحت رقم 301:4وهذه الرسالة لم تحقق حتى الآن.
- رسالة التنقية:

تختص هذه الرسالة بالمنطق، وتوجد نسخة منها في المكتبة المركزية في جامعة طهران تحت الرقم)ف (291وقد صدرت طبعة قديمة منها في طهران، قام بتحقيقها والتقديم لها عبد المحسن مشكاة تحت عنوان »اللمعات المشرقية في الفنون المنطقية«. هذا وقد قام أصفهاني بتحقيقها ضمن مجموعة الرسائل.
- لمية اختصاص المنطقة بوضع معين من الفلك:

لهذه الرسالة نسخة بخط اليد موجودة في مكتبة آستان قدس. ويوجد نسخة خطية منها في المكتبة الرضوية في مشهد تحت رقم) (876قام أصفهاني بتحقيقها ضمن الرسائل الفلسفية التي أخرجها.
- ديباجة عرش التقديس:

لم تذكر في الذريعة، لكن لهذه الرسالة نسخة مخطوطة في مكتبة طهران تحت رقم)ف (299وقد قام أصفهاني بتحقيق هذه الرسالة ضمن مجموعة الرسائل التي نشرها، وهذه الرسالة نوع من الثناء من قِبَل الشيرازي لمعلمه الميرداماد، الذي كان قد كتب عرش التقديس.
- أجوبة مسائل شمس الدين محمد الجيلاني:

وهي الرسائل التي كتبها الشيرازي رداً على رسالة وردت إليه من شمس الدين الجيلاني)الملقب بملا شمسا(تلميذ الميرداماد، وقد طبعت هذه الرسالة طبعة حجرية على هامش المبدأ والمعاد عام 1897م.
- أجوبة المسائل النصيرية:

هي أجوبة المسائل الثلاث التي سأل عنها نصير الدين الطوسي شمس الدين بن عبد الحميد الخسروشاهي، ولم يجب عنها. طُبعت هذه الرسالة على هامش المبدأ والمعاد عام 1313ه.ق م‌ن)ص (491 383وعلى هامش الهداية الأثيرية طُبعت 1316ه.ق من)ص (491 383هذا وقد قام اصفهاني بإعادة نشرها ضمن الرسائل التي قام بتحقيقها.
- إيقاظ النائمين:

لم تكن هذه الرسالة معروفة للشيرازي إلى أن قام محسن مؤيدي بتحقيقها اعتماداً على نسختين خطيتين، وعلى الرغم من عدم إيراد هذه الرسالة في كتب التراجم إلاَّ أن محتواها يشير بشكل واضح إلى كونها من أعمال الشيرازي، حيث يرد الكثير من الشواهد المأخوذة من »الأسفار الأربعة«، كما أن بعض القضايا التي كان قد أشار إليها بشكل سريع في »الأسفار« عاد وتوسع فيها في هذا الكتاب خاصة موضوع الأقيسة.
- أكسير العارفين في معرفة طريق الحق واليقين:

تشتمل هذه الرسالة على مواضيع عدة منها الكمية وقسمة العلوم، وقدرة الإنسان على المعرفة، والغاية من وجوده، طبعت ضمن مجموعة رسائله الصادرة عام 1885م.
- الجبر والتفويض:

يوجد نسخة من هذه الرسالة في مكتبة المرعشي، تحت رقم) (4763أولها: »سبحان من تنزَّه عن الفحشاء، ولا يجري في ملكه إلاَّ ما يشاء«.
- الحشر:

رسالة صغيرة، تبحث عن كيفية حشر الموجودات إلى الله. طُبعت مرَّات عدة منها طبعة حجرية تعود إلى العام 1885م، ثم طبعة أخرى عام 1404ه.ق من قِبَل انتشارات مولى في طهران بعناية محمد خواجوي،
- سريان نور وجود الحق في الموجودات:

يتحدث فيها على طريقة العرفاء عن كون الوجود الإمكاني يتجلَّى من تجليات الله، طُبعت هذه الرسالة مع الرسائل الم‌طبوعة عام 1885م.
- المسائل القدسية:

رسالة تحتوي على خلاصة المطالب الحكمية، لكنها لم تتم. وطُبعت ضمن مجموعة الرسائل الفلسفية التي حققها جلال الدين الآشتياني الصادرة عن مركز انتشارات دفتر تبليغات إسلامي في قم عام 1362ه.ش.
- شرح الهداية الأثيرية:

وهي شرح لهداية أثير الدين الأبهري)ت663ه.ق(وتظهر فيها نزعة مشائية لدى الشيرازي، طُبع هذا الكتاب عام 1896م. وتوجد نسخة خطية لهذا الكتاب في جامعة طهران تحت رقم) (254وأخرى في مكتبة المرعشي في قم تحت رقم).(1153
- رسالة إلى ميرداماد:

طُبعت هذه الرسالة في كتاب شرح حال وآراء ملا صدرا لجلال الدين الآشتياني.
- الرسالة الثانية:

طُبعت في مجلة فرهنك إيران زمين المجلد 13عام 1966م، وفيها يثني على استاذه، ويذكر عدم توفيقه للوصول إليه طيلة 7أو 8سنوات، ويبلغه ما حصل خلال تلك المرحلة من المعارف.
- الرسالة الثالثة:

نُشِرت في العدد نفسه من المجلة، وفيها يثني الشيرازي على معلمه، ويذكر أنه قد أرسل له جملة من الأسئلة، دون أن يذكرها في الرسالة، هذا ويجب التنويه أن الرسالتين الثانية والثالثة قد حققتا من قِبَل محمد دانش بثوة.
- الرسالة الرابعة:

يشكو فيها انقطاعه عنه ما يقارب من 12سنة، طُبعت هذه الرسالة في مجلة راهنماي كتاب العددين 8و 9ص.758
- التفسير الكبير:

يشتمل التفسير الكبير على تفسير جملة من السور، وهو لم يكتمل بسبب وفاته: »وقد اشتمل الفاتحة كاملة في 41صفحة، تفسير سورة البقرة حتى الآية 62وتوزعت في 238صفحة، تفسير آية النور في 67صفحة طُبع مستقلاً سنة 1338ه.ق، تفسير سورة السجدة في 23صفحة، وتفسير سورة يس في 86صفحة وتفسير سورة الواقعة في 25صفحة، وتفسير سورة الحديد في 42صفحة، وتفسير سورة الجمعة في 29صفحة، وتفسير سورة الطارق، وتفسير سورة الزلزلة في 7صفحات...«).
- متشابه القرآن:

يقول الشيرازي عن هذا الكتاب: »هذه لمعة من لوامع علوم المكاشفة في فهم متشابهات القرآن، الذي وقع الاختلاف فيه بين الناس في ما سلف من الزمان«. يتألف الكتاب من خمسة فصول بالإضافة إلى تنبيهات ومفاتيح متعددة، طُبع هذا الكتاب ضمن الرسائل الفلسفية التي قام بتحقيقها السيد جلال الدين الأشتياني.
- شرح أصول الكافي:

لم يتم هذا الشرح، إنما وصل إلى الحديث رقم 513من باب 11في كتاب الحجة، طُبع هذا الكتاب في طهران بعناية محمد خواجوي سنة 1370ه.ش، من قِبَل مؤسسة مطالعات وتحقيقات فرهنكي.يُذكر أن الشروحات التي قدمها الشيرازي على الكتب الدينية الإسلامية جاءت كتطبيق عملي لفلسفته وعرفانه، حتى أن البعض يرى أن ما كتبه في الأسفار من فلسفة ترجمه عملياً في كتب التفسير، وكأنه أراد من ذلك التأكيد على مرجعيته الفكرية.

### الشروحات على الكتب الفلسفية
- تعليقات على شرح حكمة الإشراق:

وهي شروح على التعليقات التي كان قد وضعها قطب الدين الشيرازي، وفيها يجري محاكمات بين أتباع حكمة الإشراق والمشائين، وقدَّم حلولاً لمشكلات حكمة الإشراق، وقد طُبع هذا الكتاب طبعة حجرية سنة 1316ه.ق، كما يوجد طبعة مصورة صادرة عن انتشارات بيدار.
- حاشية الهيات الشفاء:

لم ينهِ الشيرازي هذه الحاشية، فهو قد وصل إلى نهاية المقالة السادسة في العلَّة والمعلول، طُبعت هذه الحاشية طبعة حجرية عام 1885م، ثم قامت انتشارات بيدار بنشرها.

### كتب مشكوك بنسبتها له
1. إثبات واجب الوجود: ينسبها الأشتياني ودانش بثروة إلى صدر الدين دشتكي.
2. الحواشي على شرح التجريد: نسبها الأشتياني ودانش ونصر إلى الدشتكي.
3. شبهة الجذر الأصم: تُنسب أيضاً للدشتكي، يوجد منها نسخة خطية أشار الآشتياني أنها عنده.
4. الحاشية على الرواشح: شكَّك كل من الأشتياني ودانش ونصر بنسبتها إلى الشيرازي دون أن يشيروا إلى صاحبها.
5. حاشية أنوار التنزيل.
6. رسالة في الإمامة:

نسبها كل من حسين نصر وهنري كوربان إليه، أما الأشتياني فلم يعتبراها من مؤلفاته.
- الحواشي على شرح اللمعة:

نسبها كل من الأشتياني ودانش لأبنه إبراهيم.

## وصلات خارجية
- مولياني، سعيد. إصفهان: يكتا، 2000.
- سامي، علي. موسوي، 1968.